# Hitomi Saitō
Pour les articles homonymes, voir Saito.
Hitomi Saitō (斉藤瞳, Saitō Hitomi), née le 31 octobre 1981 à Niigata au Japon, est une ex-idole japonaise, chanteuse du groupe féminin Melon Kinenbi dans les années 2000, et animatrice de radio dans les années 2010.

## Biographie
Elle débute fin 1999 au sein du Hello! Project à la création du groupe féminin Melon Kinenbi dont elle est nommée leader. En parallèle, elle participe à divers groupes shuffle Units, ainsi qu'au groupe temporaire Romans en 2003. Elle intègre en 2003 la nouvelle équipe de futsal du H!P, les Gatas Brilhantes, qu'elle quitte en 2006. Son départ du H!P est annoncé pour le 31 mars 2009, avec son groupe et les autres "anciennes" du "Elder Club", continuant sa carrière chez la maison mère Up-Front. Melon Kinenbi se sépare en mai 2010, après plus de dix ans d'existence.
Saito cesse alors ses activités pour se marier en aout 2010 avec Jirō Hachimitsu (né Jirō Takano) du duo comique Tokyo Dynamite, dont elle divorce un an plus tard. À partir de 2012, elle devient animatrice sur la radio FM-Niigata (ja).

## Activités
Shuffle Units
- 2001 : 7nin Matsuri
- 2002 : Odoru 11
- 2003 : 11WATER
- 2003 : Romans
- 2004 : H.P. All Stars

Photobook
- 2003-08-07 : Hitomi Saitō

## Liens
- (ja) Profil et blog sur le site de la radio FM-Niigata